# Curtiss C-46 Commando
Curtiss C-46 Commando – samolot transportowy używany przez siły zbrojne Stanów Zjednoczonych w czasie II wojny światowej. Latający na nim piloci przezwali go "The Whale" (pol. Wieloryb). Po wojnie C-46 przez krótki czas służyły jako samoloty pasażerskie, po czym zdominowały rynek przewozów towarowych. W United States Air Force służyły jako drugorzędne samoloty transportowe do 1968. Obecnie C-46 są jeszcze wykorzystywane do przewozu ładunków w Arktyce i innych regionach świata, gdzie są bardzo utrudnione warunki eksploatacji samolotów.

## Historia
Projekt samolotu opracował w 1937 George'a A. Page Jr., główny projektant w Curtiss-Wright Corporation. Projekt był oznaczony symbolem CW-20. Była to maszyna o nowym standardzie: pasażerski samolot ciśnieniowy przeznaczony dla prywatnych przedsiębiorców. Jego kadłub miał nową konstrukcję, która lepiej znosiła różnicę ciśnień na dużych wysokościach. Zdecydowano się także na użycie dwóch silników, co pozwoliło na zmniejszenie kosztów eksploatacyjnych. Po przeprowadzeniu testów, w 1938 przedstawiono pierwszą makietę samolotu. Została ona zaprezentowana podczas Wystawy Światowej w Nowym Jorku w 1939.
Firma Curtiss-Wright Corporation podjęła starania o pozyskanie potencjalnych nabywców samolotu, zdołano jednak zebrać jedynie 25 listów intencyjnych. Liczba ta okazała się wystarczająca aby przystąpić do fazy budowy prototypu. Powstał on w fabryce w Saint Louis. Samolot CW-20 był wyposażony w dwa silniki R-2600-C14-BA2 Wright Twin Cyclones i był oznaczony symbolem NX-19436. Pierwszy lot odbył się 26 marca 1940. Pilotem testowym był Edmund T. "Eddie" Allen. Po przeprowadzeniu testów wprowadzono modyfikację konstrukcji ogona, aby zwiększyć stabilność lotu przy niskich prędkościach. Następnie prototyp został zakupiony przez United States Army Air Forces, aby przeprowadzić serię testów pod kątem przydatności do celów wojskowego transportu. Podczas testów generał Henry H. Arnold wyraził swoje zainteresowanie wersją wojskową tego samolotu, która była oznaczona symbolem C-55. Polecił on przeprowadzenie koniecznych dodatkowych modyfikacji, i 13 września 1940 zakupiono 46 samolotów w wersjach C-46-CU (ostatnich 21 samolotów było w wersji C-46A-1-CU). Oficjalne wprowadzenie do służby odbyło się w maju 1942. Kolejne wojskowe zamówienia wiązały się z koniecznością wprowadzania licznych modyfikacji silników, układów paliwowych, opancerzenia, luków towarowych i drzwi wejściowych.
Podczas II wojny światowej największa liczba C-46 służyła na Dalekim Wschodzie (Wojna na Pacyfiku). Były one głównym samolotem transportowym wykorzystywanym do przewozu ładunków z Indii i Birmy nad Himalajami dla oddziałów w Chinach. W operacji były wykorzystywane różnorodne samoloty transportowe, jednak tylko C-46 były w stanie sprostać wszystkim niekorzystynym warunkom napotykanym podczas lotów (nieprzewidywalna pogoda, ciężkie ładunki drobnicowe, wysokie tereny górskie, słabo wyposażone i często zalane pasy startowe, niedostateczny personel techniczny, brak części zamiennych). C-46 przewoziły lekką artylerię, paliwa, amunicję, części zamienne i inne towary. Jego silniki umożliwiały lot na dużych wysokościach. Następnie C-46 były wykorzystywane do zaopatrywania rozrzuconych na dużych odległościach wysp na Oceanie Spokojnym. Szczególną przydatność pokazały służąc United States Marine Corps podczas operacji desantowych. Lądowały na pośpiesznie budowanych prowizorycznych pasach startowych, dostarczając zaopatrzenie i ewakuując rannych żołnierzy. Pierwsze użycie C-46 na europejskim teatrze działań wojennych nastąpiło w marcu 1945 podczas Operacji Varsity. Poniosły one wówczas bardzo ciężkie straty – zestrzelono 19 z 72 samolotów C-46.
Po wojnie C-46 nadal był wykorzystywany jako wojskowy samolot transportowy. Pod koniec 1945 kilkaset egzemplarzy przekazano jako nadwyżkę wojskową dla celów cywilnych operacji lotniczych. Samoloty te zostały odsprzedane do kilku linii lotniczych, jednak szybko okazało się, że koszty eksploatacji C-46 są o 50% wyższe niż samolotu Douglas C-47 Skytrain. Z tego powodu większość operatorów rezygnowała z dalszej eksploatacji C-46. W rezultacie jego wykorzystanie ograniczyło się do przewozu ładunków, i to tylko na niektórych trasach położonych zwłaszcza na terenach górskich lub w dżungli. C-46 powróciły do działań wojskowych podczas wojny koreańskiej i wojny wietnamskiej. Służyły w licznych misjach transportowych, zrzutów spadochroniarzy oraz do transportu tajnych agentów. Oficjalne wycofanie ze służby w amerykańskiej armii nastąpiło w 1968.

## Wersje

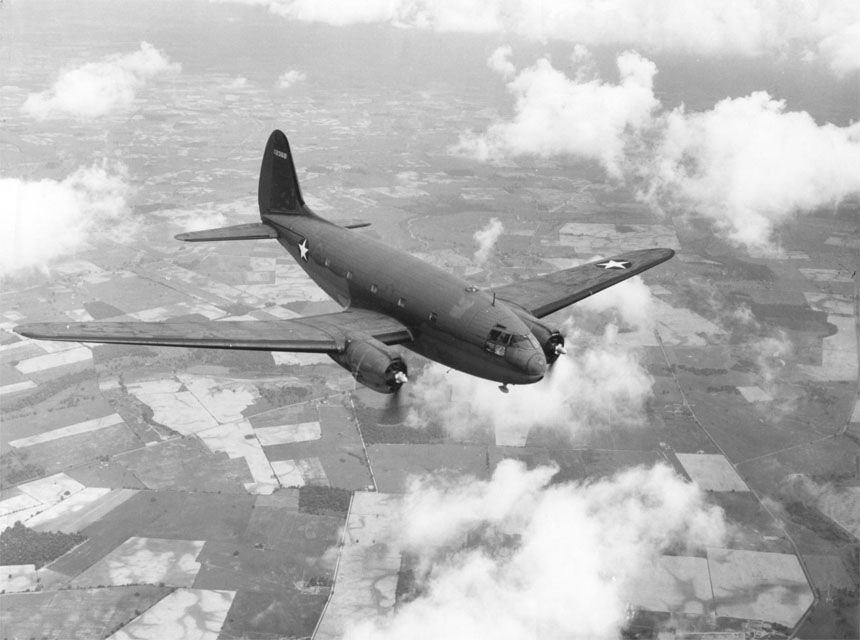
C-46 w locie

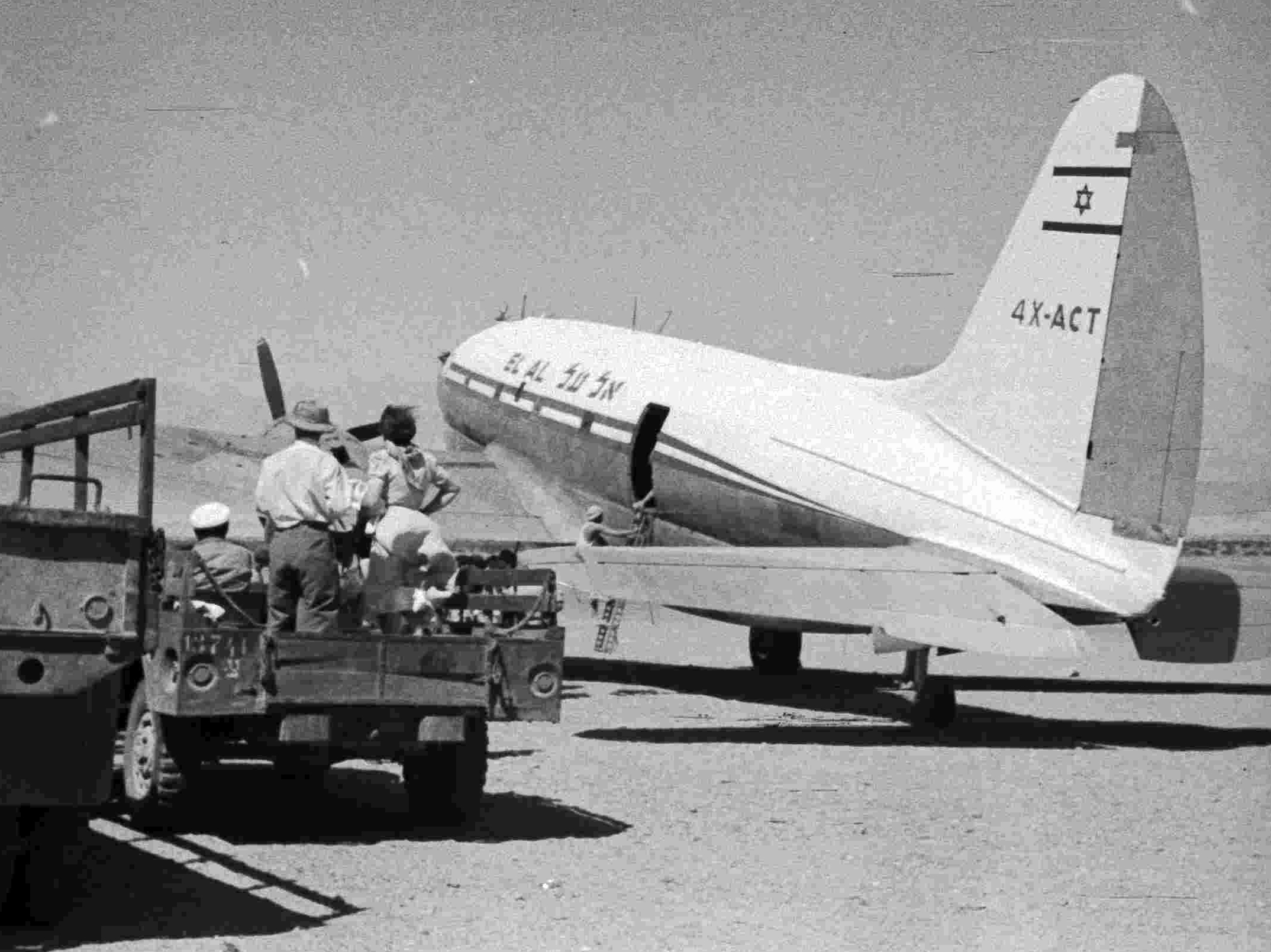
Izraelski C-46

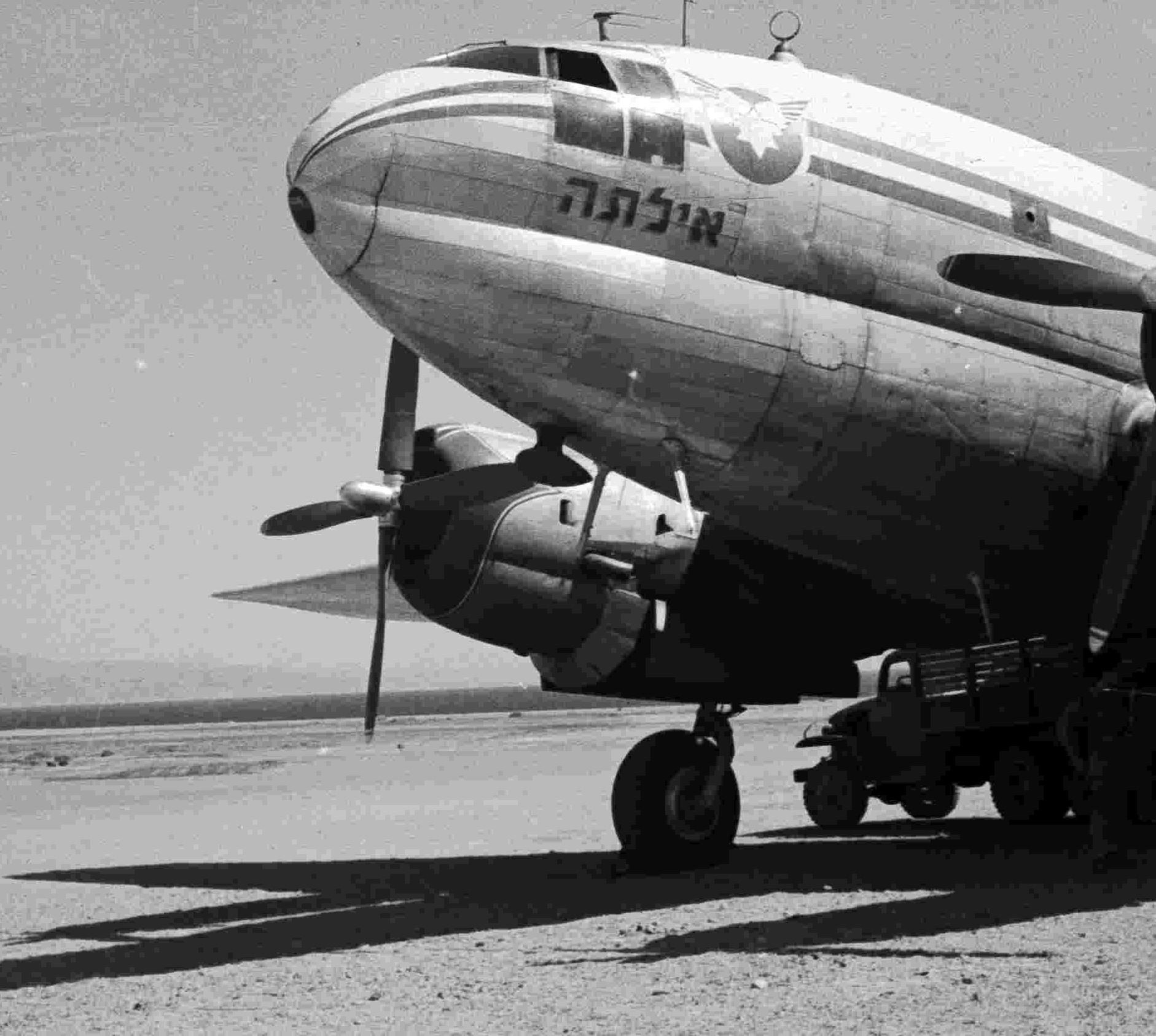
Izraelski C-46

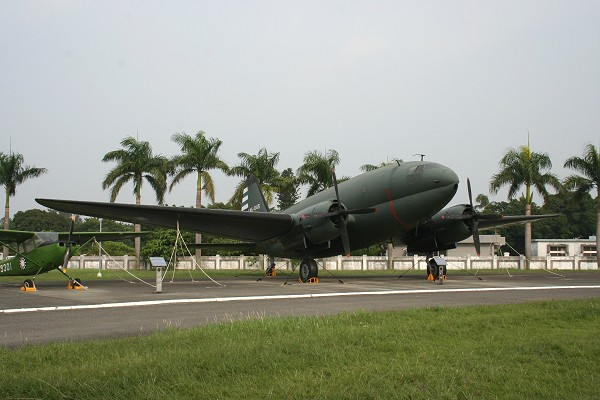
Chiński C-46

CW-20
Oryginalna wersja samolotu pasażerskiego.
CW-20T
Pierwszy prototyp samolotu pasażerskiego, wyposażony w dwa silniki Wright R-2600 Twin Cyclone.
CW-20A
Firmowe oznaczenie zmodyfikowanej wersji C-55.
CW-20B
Firmowe oznaczenie wersji C-46A.
CW-20B-1
Firmowe oznaczenie wersji XC-46B.
CW-20B-2
Firmowe oznaczenie wersji C-46D.
CW-20B-3
Firmowe oznaczenie wersji C-46E.
CW-20B-4
Firmowe oznaczenie wersji C-46F.
CW-20B-5
Firmowe oznaczenie wersji C-46G.
CW-20E
Firmowe oznaczenie wersji AC-46K.
CW-20G
Firmowe oznaczenie wersji XC-46C.
CW-20H
Firmowe oznaczenie wersji XC-46L.
C-55
Modyfikacja oryginalnego prototypu CW-20T do rozwoju wojskowej wersji C-46 i XC-46.
C-46 Commando
Wojskowa wersja samolotu transportowego z silnikami Pratt & Whitney R-2800-43.
C-46A Commando
Wojskowa wersja samolotu transportowego z silnikami Pratt & Whitney R-2800-51, wzmocnieniem podłogi, składanymi siedzeniami dla 40 żołnierzy i drzwiami z boku kadłuba.
CX-46B Commando
Jeden samolot testowy z silnikami H-2800-34W.
XC-46C Commando
Nazwę wersji zmieniono później na XC-113.
C-46D Commando
Samolot transportowy spadochroniarzy, wyposażony w dodatkowe drzwi z lewej strony kadłuba. Wyprodukowano 1610 egzemplarzy.
C-46E Commando
Samolot do transportu dużych ładunków, wyposażony w duże drzwi z boku kadłuba. Wyprodukowano 17 egzemplarzy.
C-46F Commando
Samolot do transportu dużych ładunków, wyposażony w drzwi po obu stronach kadłuba. Wyprodukowano 234 egzemplarzy.
C-46G Commando
Jeden samolot wyposażony w eksperymentalne szyby i kwadratowe skrzydła.
C-46H
C-46J
AC-46K Commando
Wersja z silnikami Wright R-3350-BD. Projekt niezrealizowany.
XC-46K
XC-46L
Trzy samoloty wyprodukowane w 1945 i wyposażone w silniki Wright R-3350.
XC-113
Jeden C-46G przekształcony w samolot testowy z silnikami General Electric T31. Nigdy nie został oblatany.
R5C-1
Samolot transportowy US Marine Corps. Wyprodukowano 160 egzemplarzy.

## Użytkownicy samolotów C-46 na świecie

### Wojskowi
Boliwia
Boliwijskie Siły Powietrzne
 Brazylia
Brazylijskie Siły Powietrzne
 Chiny
Siły Powietrzne Republiki Chińskiej
 Dominikana
 Egipt
 Haiti
Korpus Powietrzny Haiti
 Izrael
Siły Powietrzne Izraela
 Japonia
Japońskie Powietrzne Siły Samoobrony
 Kolumbia
Kolumbijskie Siły Powietrzne – jeden samolot
 Korea Południowa
Siły Powietrzne Republiki Korei
 Kuba
 Meksyk
 Peru
 Stany Zjednoczone
United States Army Air Forces
United States Air Force
United States Marine Corps
United States Navy
 ZSRR
Radzieckie Siły Powietrzne – jeden samolot.

### Cywilni
Argentyna
Austral Líneas Aéreas
Aeroplan
Aerotransportes Litoral Argentino (ALA)
 Brazylia
Aero Geral
Aeronorte
Aerovias Brasil
Companhia Itaú de Transportes Aéreos
Linha Aérea Transcontinental Brasileira
Linhas Aéreas Paulistas – LAP
Lóide Aéreo Nacional
Paraense Transportes Aéreos
Real Transportes Aéreos
Sadia
TABA – Transportes Aéreos da Bacia Amazônica
Transportes Aéreos Nacional
Transportes Aéreos Universal
Varig
 Haiti
Air Haïti
 Honduras
Servicio Aéreo de Honduras – Sahsa
 Irlandia
Irish International Airlines
 Kanada
Air Manitoba
Buffalo Airways
Lamb Air
First Nations Transportation
Pacific Western Airlines
 Kenia
Relief Air Transport
 Kolumbia
Aerocondor
Aeropesca
Arca
Avianca
 Kostaryka
Lacsa
 Nikaragua
Líneas Aéreas de Nicaragua S.A. – Lanica
 Paragwaj
Paraguayan Airways Service/Servicios Aéreos del Paraguay (PAS) – trzy samoloty
Lloyd Aéreo Paraguayo S.A. (LAPSA) – dwa samoloty
Aerocarga Asociados (ACA) – jeden samolot
International Products Corporation (IPC Servicio Aéreo) – jeden samolot
 Stany Zjednoczone
Alaska Airlines
Capitol Air
Civil Air Transport
Delta Air Lines
Everts Air Cargo
Resort Airlines
Riddle Airlines
 Tajwan
Civil Air Transport
 Urugwaj
ARCO Aerolíneas Colonia S.A.
Compañía Aeronáutica Uruguaya
 Wielka Brytania
British Overseas Airways Corporation
 Wenezuela
Aeropostal Alas de Venezuela